# Kocsev Miklós
Kocsev Miklós (Cece, 1953. november 23. –) református teológus, egyetemi tanár, lelkigondozó és szupervízor.

## Élete
1953-ban született Cecén. Általános iskolai tanulmányait szülőfalujában (1960-68), középiskolai tanulmányait a székesfehérvári Vasvári Pál Gimnázium és Szakközépiskolában végezte (1968-72). 1973-78 között református teológiai hallgató Budapesten a Református Teológiai Akadémián. 1979-81-ig teológushallgató a Holland Református Egyház kampeni teológiáján (THUK). Lelkészként dolgozott többek között Dégen, Nagyatádon és Balatonszárszón. 2001-től a Pápai Református Teológiai Akadémia tanszék- majd intézetvezetője, 2009-től pedig szintén tanszékvezető a Selye János Egyetem Református Teológia Fakultásának Gyakorlati Teológiai Tanszékén. 2014-től a Károli Gáspár Református Egyetem Hittudományi Karának Gyakorlati Teológia Tanszékének tanszékvezető professzora. A KRE Gyökössy Lelkigondozói és Szupervízori Intézetének megalakulásától kezdve főmunkatársa. Egyetemi tanári kinevezését 2008-ban kapta meg.  Főbb kutatási területe a gyakorlati teológia mellett a szupervízió, a lelkigondozás és a pasztorálpszichológia. A Magyarországi Református Egyház Doktorok Kollégiumának szekcióvezetője, magyar és nemzetközi szakmai szervezetek tagja, a Magyarországi Református Egyház Zsinatának tagja. Publikációi magyar, holland és német nyelven jelennek meg.
Több helyütt is aktív közéleti szereplő volt. Pápán részt vállalt a hollandiai Kampennel megkötött testvérvárosi kapcsolat létrehozásában, Balatonszárszón pedig a település önkormányzati képviselője volt 1994-től 2006-ig. 2010-ben megkapta a Szárszó Polgáraiért elismerést.
Nős, felesége szociális munkás. Három gyermekük született.

## Tudományos fokozat
- 2003. PhD fokozat – DRHE (Ezredvégi színek. Impulzusok a holland református gyakorlati teológiából, L’Harmattan)
- 2007. habilitáció – KRE HTK (Gyakorlati témák. Elmélet és praxis, az igehirdetés személyközpontúsága és a szupervízió)

## Művei
- Találkozások Istennel és emberrel. Ernst Lange gyakorlati teológiája; szerk. Kocsev Miklós; PRTA, Pápa, 2004 (Acta theologica Papensia)
- Ezredvégi színek. Impulzusok a holland református (gereformeerd-hervormd) gyakorlati teológiából az ezredforduló körül különös tekintettel hazai református egyházi életünkre; KRE HTK Doktori Iskola–L'Harmattan, Bp., 2006 (Questiones theologiae)